# Powiat brzeskolitewski (I Rzeczpospolita)

Powiat brzeskolitewski na tle Wielkiego Księstwa Litewskiego I Rzeczypospolitej

Powiat brzeskolitewski (brześciański) – jednostka terytorialna  województwa brzeskolitewskiego Wielkiego Księstwa Litewskiego od 1566  roku i Rzeczypospolitej Obojga Narodów z centrum w Brześciu Litewskim.
Utworzony w 1513 roku, wchodził w skład województwa podlaskiego Wielkiego Księstwa Litewskiego. 
W obrębie powiatu brzeskolitewskiego istniały starostwa: kamienieckie i ziołowskie oraz inne królewszczyzny. 